# Yo-kai Watch (videojuego)
Yo-kai Watch (妖怪ウォッチ Yōkai Wotchi?) es un videojuego de RPG desarrollado por Level-5 para Nintendo 3DS y es el primer juego de la franquicia Yo-Kai Watch. Lanzado originalmente en Japón el 11 de julio de 2013, el juego está basado en los Yōkai del folclore japonés, los cuales se dice que son fantasmas y apariciones que causan diabluras en la vida diaria. En Yo-kai Watch, el personaje principal es Nathan "Nate" Adams o Katie Forester, dependiendo de a quién elija el jugador. Este personaje, después de tropezarse y hacerse amigo de un mayordomo Yo-kai llamado Whisper, recibe un reloj de pulsera un tanto especial, ya que este reloj Yo-kai le otorga al personaje la habilidad de poder ver a los Yo-kai. Los jugadores asumen el papel de Nathan o Katie, y de esta forma tendrán que recorrer toda la ciudad de Floridablanca buscando Yo-kai, haciéndose amigo de los Yo-kai pacíficos y combatiendo con otros no tan amigables, resolviendo los problemas que causan los Yo-kai en la vida diaria de las personas. El jefe final y antagonista principal de este videojuego es McKraken, un malévolo Yo-kai presente en el mundo Yo-kai.
El juego tuvo un lanzamiento positivo en Japón, tanto en ventas como en críticas, y el aumento constante de su popularidad hizo que se lanzasen productos derivados como juguetes o una serie de animación, además de una secuela del juego, lanzada al año siguiente para Nintendo 3DS. A pesar del tremendo éxito de la franquicia en Japón, el juego no se lanzó al mercado occidental hasta dos años después, cuando Nintendo  anunció sus planes de localizar el juego para Occidente. Después de ser mostrado en las ferias del E3 2015 y de EB Games Expo 2015, el juego se lanzó en América el 6 de noviembre de 2015, en Australia el 5 de diciembre de 2015 y en Europa el 29 de abril de 2016. Hasta noviembre de 2014, el juego había vendido un total de 1,29 millones de unidades solo en Japón, convirtiéndole en uno de los juegos más vendidos de Nintendo 3DS.

## Anuncio
En su conferencia Level-5 Vision 2011 el día 14 de octubre, Level-5 anuncia el desarrollo de un nuevo videojuego, titulado Yo kai Watch. Por aquel entonces se destacaba que tendría su propio anime y manga aunque poco más se conocía sobre el juego. Aun así, iba a estar disponible en PlayStation 3, cosa que no ocurrió.
Un año después, el 13 de octubre del 2012, a través de una filtración de la revista especializada Coro Coro Comic, publicación japonesa centrada en el manga y productos relacionados, se confirma que será para Nintendo 3DS.